# 고스도정
고스도정(小須戸町)은 니가타현 나카칸바라군에 설치되었던 정이다. 2005년 3월 21일에 니가타시 아키하구와 편입 합병으로 소멸하였다.

## 역사
- 1889년 4월 1일 - 정촌제 시행과 함께 요코미즈촌, 신보촌, 야시로다촌이 성립하였다.
- 1901년 11월 1일 - 고스도정, 요코미즈촌, 신보촌, 야시로다촌과 합병해 고스도정이 신설되었다.
- 2005년 3월 21일 - 니가타시에 편입해 소멸하였다.

## 교통

### 도로
- 국도 403호선